# Cyrestis enganica
Cyrestis enganica är en fjärilsart som beskrevs av Hans Fruhstorfer 1902. Cyrestis enganica ingår i släktet Cyrestis och familjen praktfjärilar. Inga underarter finns listade i Catalogue of Life.